# Mausolée Abd al-Ahad Khan
 (décembre 2023).
 (février 2024).
Le mausolée d'Abd al-Ahad Khan est un monument architectural faisant partie du complexe de Qasim Sheikh à Karmana. Il a été construit en 1911 par l'émir de Boukhara, Sayyid Mir Muhammad Alim Khan, autour de la tombe de son père, Abd al-Ahad Khan. Il est situé dans la partie sud-ouest du complexe de Muhammad ibn al-Qasim Sheikh. Des archéologues l'ont étudié et ont déclaré qu'il n'y a pas de corps (ossements). Il a été restauré en 2000-2001, puis à nouveau restauré en 2017. Lors de la restauration en 2017, les pièces du côté nord du mausolée ont été entièrement démolies, puis restaurées à nouveau.

## Histoire

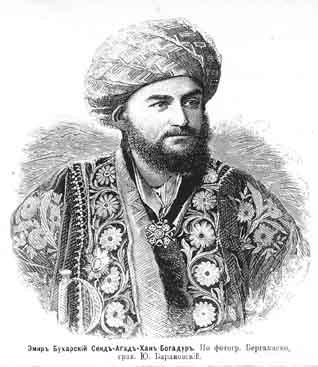
Émir 'Abd al-Ahad Khan (1859-1911)

L'émir 'Abd al-Ahad Khan est décédé dans le parc de Khairabad, près de Karmana, le 7 janvier 1911, soit le sixième jour de Muharram de l'année 1329 AH, des suites d'une maladie rénale. Son corps a été ramené et enterré à côté de la maison de Qasim Sheikh à Karmana, et un mausolée a été construit autour de celui-ci par Amir Said Olim Khan.

## Architecture
Le mausolée d'Abd al-Ahad Khan a été construit en briques cuites dans une forme carrée. Il y a des pièces dans les parties nord et est, l'entrée se trouve du côté est. La porte est en pignon, la partie supérieure de la porte est recouverte d'une inscription en marbre. Il y a un petit couloir, le sommet du couloir est en forme de dôme. L'entrée vers la cour de la hutte se fait à partir du couloir. Sur un côté du couloir, il y a une porte menant à la cellule. L'intérieur du mausolée dispose d'une cour plus large du côté sud et d'un porche en bois du côté nord-ouest. En face du porche se trouve la tombe en forme de carré d'Abd al-Ahad Khan, recouverte de marbre gris et de granit. La hauteur de la tombe est de 2 mètres, les côtés mesurent 3 mètres sur 3. Il y avait des inscriptions écrites en caractères arabes sur le mur du côté nord de la Saghana. En raison de l'érosion des pierres et du dépôt de sel, il est devenu impossible de lire les inscriptions.

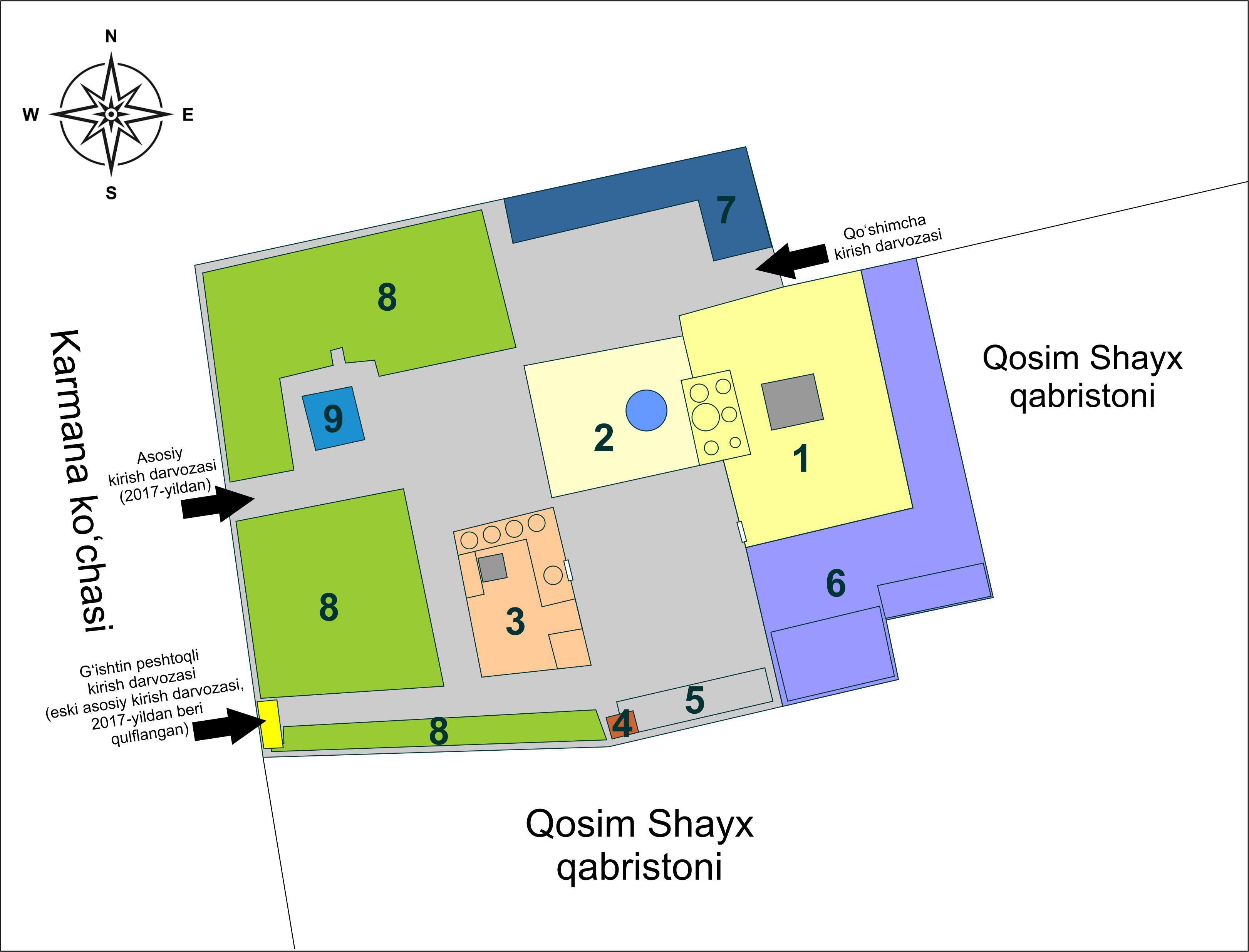
Une carte de l'ensemble Qasim Sheikh :
1. Le tombeau de Qasim Sheikh
2. La maison de Qasim Sheikh
3. La cabane d'Abd al-Ahad Khan
4. Une cellule préservée
5. Fondations de cellules non sauvegardées
6. Toilettes de la mosquée
7. Salons privés des mollahs des mosquées
8. Zones cultivées
9. Piscine

## Ouverture de la tombe
La tombe d'Amir 'Abd al-Ahad Khan a été ouverte deux fois pendant la période de l'Union soviétique.
En 1942-1943 (selon une autre source en 1943-1944), la tombe a été ouverte pour la première fois. L'ouverture de la tombe a été motivée par des rumeurs selon lesquelles Amir Said Alimkhan aurait pu s'enfuir avec l'or de Boukhara tout en le dissimulant là-bas.
En 1984, la tombe a été ouverte pour la deuxième fois. Les archéologues qui ont excavé la tombe n'ont rien trouvé à part de petits os de doigts. Lorsque la tombe a été ouverte pour la première fois, on a conclu que les os avaient été collectés et emportés.

### Ouvrages cités
- A. Hotamov et Sh. Halilov, Yillar sadosi, Toshkent, Adolat, 1995
- A. Jumanazar, Buxoro taʼlim tizimi tarixi, Toshkent, Akademnashr, 2017 (ISBN 978-9943-4728-2-2)
- A. Zaripov et Sh. Shernazar, Karmana kechmishi, Toshkent, Sahhof, 2021 (ISBN 978-9943-6665-8-0)
- A. Hotamov et N. Bekniyozov, Karmana — qadimiy diyor, Toshkent, Oʻzbekiston, 2007 (ISBN 978-9943-01-070-3)